# Государственный строй Сан-Марино
Сан-Марино — демократическая республика с парламентской формой правления. Главами государства являются капитаны-регенты. В стране действуют политические партии. Исполнительная власть осуществляется правительством. Законодательную власть осуществляют как правительство, так и Генеральный совет. Судебная власть независима от законодательной и исполнительной властей.
С основания до 1243 года Сан-Марино управлял аренго, ассамблея, составленная из глав так называемых Великих Семей. В Сан-Марино не было формального главы государства, и аренго часто теряла дееспособность из-за распрей между членами. В 1243 году Генеральный совет впервые назначил двух капитанов-регентов. Эта государственная система действует по сей день.

## Генеральный совет
Законодательным собранием республики Сан-Марино является Генеральный совет (итал. Consiglio grande e generale). Это однопалатный парламент, 60 членов которого избираются раз в пять лет по пропорциональной системе во всех девяти административных областях, соответствующих старым церковным приходам. Голосуют граждане республики в возрасте 18 лет и старше. Кроме законодательных вопросов, Генеральный совет утверждает государственный бюджет и выбирает капитанов-регентов, Государственный конгресс, Совет Двенадцати, Совещательные комиссии и Правительственные Союзы. Совет также ратифицирует внешнеполитические договоры. Совет разделён на пять Совещательных комиссий. Каждая из них состоит из 15 советников, которые изучают, предлагают и обсуждают новые законы до внесения их в Совет.

## Правительство

### Капитаны-регенты
Каждые шесть месяцев Государственный совет избирает двух капитанов-регентов, которые являются главами государства. Регенты избираются из противоборствующих политических партий для сохранения баланса власти. Срок их полномочий начинается 1 апреля и 1 октября каждого года и длится шесть месяцев. В течение трёх дней после окончания срока капитанов-регентов граждане республики могут послать жалобы на их деятельность. При необходимости может быть инициировано судебное преследование капитанов-регентов.
Практика частого избрания капитанов-регентов и факт сосуществования двух глав государства исторически происходит от института римских консулов. Государственный совет является аналогом сената.

### Государственный конгресс
Государственный конгресс, состоящий из 10 секретарей, осуществляет исполнительную власть. В его состав входят:
- Государственный секретарь иностранных дел и политики;
- Государственный секретарь внутренних дел и защиты населения;
- Государственный секретарь финансов, бюджета и планирования, информации и отношений с Государственным филателистическим и нумизматическим агентством;
- Государственный секретарь образования, культуры, университета и правосудия;
- Государственный секретарь территории, охраны окружающей среды и сельского хозяйства;
- Государственный секретарь здравоохранения и социальной защиты;
- Государственный секретарь торговли и отношений с Городским советом;
- Государственный секретарь связи, транспорта, отношений с Государственным агентством услуг, туризма и спорта;
- Государственный секретарь промышленности и ремёсел;
- Государственный секретарь труда и кооперации.

Государственный секретарь иностранных дел и политики (с 5 декабря 2012 года Паскуале Валентини) фактически исполняет функции главы правительства.

## Политические партии и выборы
Сан-Марино — многопартийная демократическая республика. Две основные политические партии — Христианско-демократическая партия Сан-Марино (ХДПСМ) и Партия социалистов и демократов (ПСД). Последняя была образована в результате слияния Социалистической партии Сан-Марино и Партии демократов. Кроме них, действуют несколько малых партий. Обычно ни одной из партий не удаётся получить абсолютное большинство, и партии вынуждены формировать коалиционное правительство. По результатам выборов 2006 года в Государственный конгресс входят представители трёх партий, шесть постов занимают представители ПСД.
Однако с принятием нового избирательного законодательства в 2015 году политические партии объединиются в коалиции. По результатам парламентских выборов победившая коалиция занимает большинство мест в Большом совете. Последние выборы прошли в 2016 году.

## Судебная власть
Совет Двенадцати (итал. Consiglio dei XII) является верховным судом республики. Генеральный совет избирает Совет Двенадцати, и члены последнего остаются на своём посту до следующих всеобщих выборов. Совет Двенадцати служит апелляционной инстанцией третьего уровня. Два правительственных инспектора представляют Совет в финансовых и семейных вопросах.
Сан-Марино не имеет собственного суда, за исключением мировых судей, которые рассматривают дела по суммам, не превышающим 15 тысяч евро.
Последняя казнь (через повешение) была проведена в Сан-Марино в 1468 году. Таким образом, среди европейских стран смертная казнь не применяется в Сан-Марино дольше всех. Формально институт смертной казни был отменён 12 марта 1848 года. Из существующих европейских государств Сан-Марино отменило смертную казнь первым.